# 노균목
노균목(露菌目, Peronosporales)은 난균류 목의 일종이다. 일부는 노균병(露菌病, downy mildew)의 원인균이다.

## 하위 과
- 흰녹균과 또는 흰녹가루병균과 (Albuginaceae) - 흰녹균목 (Albuginales)으로 분류하기도 한다.
- 노균과 또는 노균병균과 (Peronosporaceae)
- 부패균과 또는 역병균과 (Pythiaceae) - 부패균목 또는 부패곰팡이목 (Pythiales)으로 분류하기도 한다.